# Piper

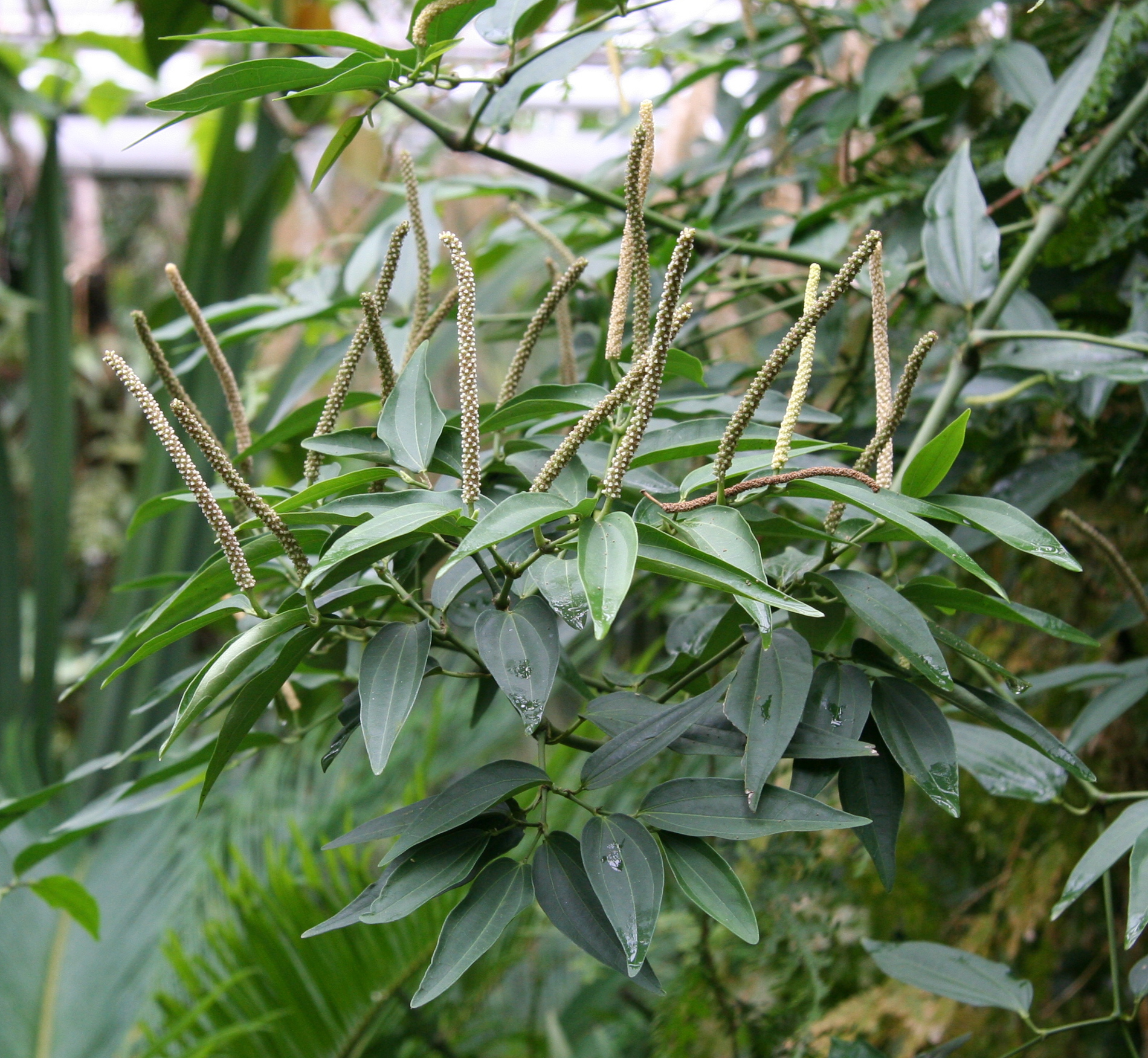
Piper cubeba, la Pimienta de Java.

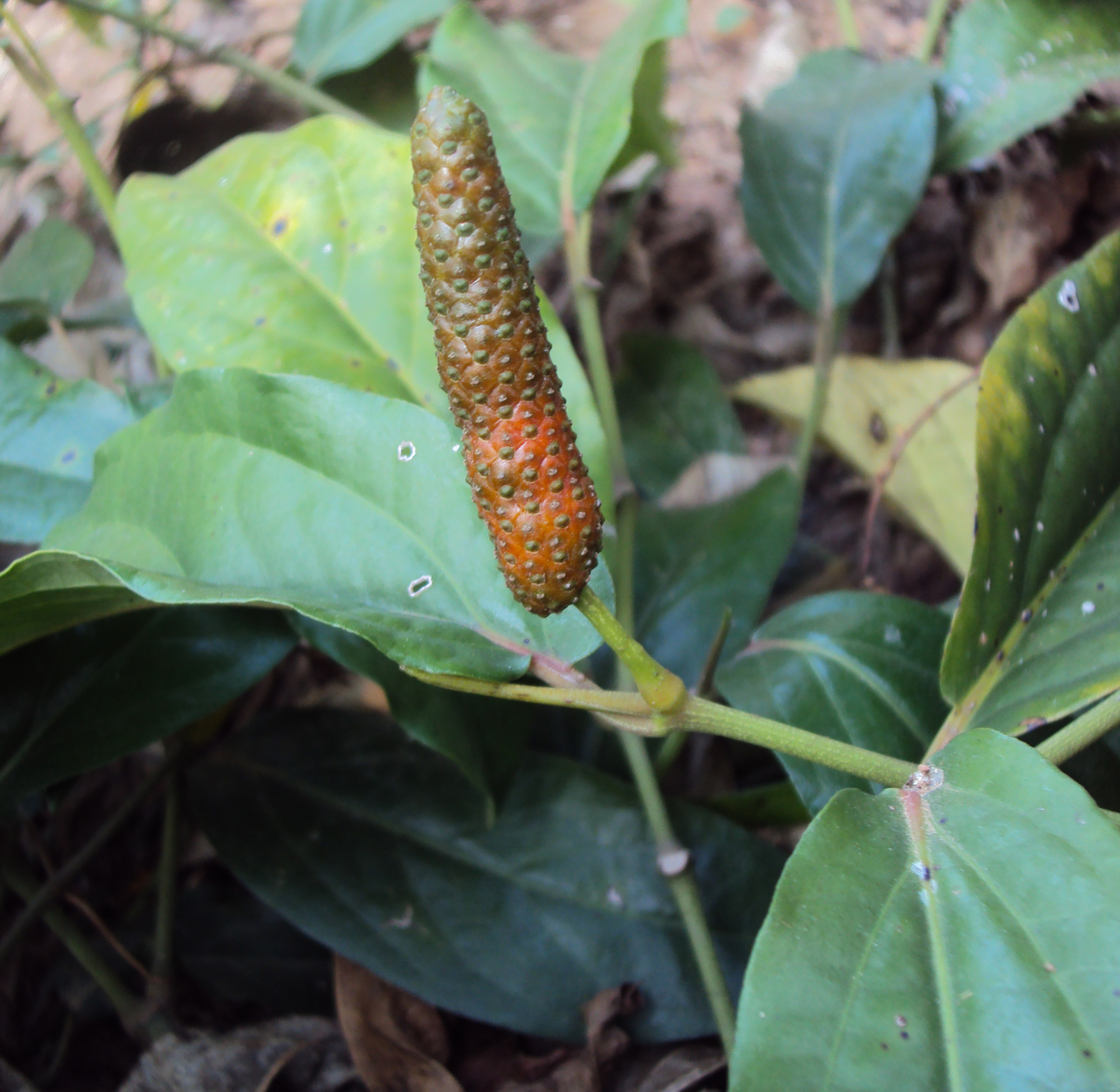
Piper retrofractum

Piper es un género de plantas magnoliopsidas de la familia Piperaceae económica y ecológicamente importante, con más de 4000 taxones descritos (con aproximadamente la mitad aceptados), de arbustos, hierbas, y lianas, muchas de las cuales son especies clave en su hábitat nativo.

## Descripción
Son arbustos o trepadoras, raramente hierbas o pequeños árboles, aromáticos. Las ramas tienen prófilos caedizos, generalmente adnatos al peciolo y que, al caer, dejan una profunda cicatriz anular en los nudos. Las hojas son alternas, pubescentes, simples, de margen entero y con limbo de conspicua nerviación lateral generalmente de implantación basal o bien parcialmente pinnada. Las flores se organizan en inflorescencias espiciformes, más o menos largas o incluso sub-globulares, generalmente opuestas a las hojas y más raramente agrupadas en aparentes umbelas axilares. Dichas flores, sésiles y que carecen totalmente de perianto, son en mayoría unisexuales dioicas, o más raramente monoicas o bisexuales. Tienen brácteas pequeñas a menudo peltadas, el androceo de 2-6 estambres de anteras biloculares de 2-4 lóbulos y el gineceo, supero, con 2-4 estigmas sésiles o de estilo corto. El fruto es una drupa uni-seminada obovoide a globosa, sésil o no, frecuentemente roja o amarilla, con pico corto y usualmente glabra.

## Distribución y hábitat
Las especies de Piper tienen una distribución pantropical y se encuentran comúnmente en el sotobosque de las selvas tropicales, aunque también vegetan a más altitud, como los bosques nubosos; una de las especies (P. kadsura del sur de Japón y sur de Corea) es subtropical y tolera inviernos con ligeras heladas.

## Ecología
Piper es un organismo modelo para estudios en ecología y biología evolutiva. La importancia ecológica y su diversificación genérica la hace candidata para dichos análisis, y también se ha focalizado en investigación económica de importantes especies como P. nigrum (pimienta negra), P. methysticum (kava), and P. betle (betel).
La mayoría de las especies del género son herbáceas o trepadoras; algunas crecen como arbustos o casi pequeños árboles y frecuentemente dominan la flora donde se hallan. Unas cuantas llamadas "pimienta de las hormigas" como Piper cenocladum, son mirmecófitas, es decir, viven en mutualismo con hormigas, por lo que son sistemas ideales para estudiar la evolución de la simbiosis y el efecto del mutualismo en comunidades bióticas. 

## Especies más comunes
- Piper auritum y Piper sanctum - pimienta mexicana
- Piper betle - betel
- Piper bogotense - cordoncillo
- Piper cenocladum - pimienta de las hormigas
- Piper cubeba - Cubeba, pimienta de Java
- Piper darienense - pimienta de Panamá
- Piper elongatum - matico
- Piper gaudichaudianum - pariparoba (Argentina)
- Piper guineense - pimienta de Benín
- Piper kadsura - pimienta japonesa (Hūtōkazura)
- Piper imperiale - pimienta de Malia
- Piper longum - pimienta larga
- Piper methysticum - Kava
- Piper nigrum - pimienta negra, la más común (también como p. blanca, p. verde)
- Piper ornatum - pimienta celebes
- Piper retrofractum - Cabe jawa (Sureste asiático)
- Piper umbellatum - cordoncillo

## Importancia económica y cultural

### Farmacología
Las especies del género poseen metabolitos secundarios como piperina, piperetina y chavicina.